# Ye Si Ca
Ye Si Ca è un album discografico del gruppo musicale svedese Secret Service, pubblicato nel 1981 dalla Sonet.

## Il disco
Anticipato dall'uscita dei singoli L.A. Goodbye (disco di platino con oltre centomila vendite in Germania) e Ye Si Ca (che confermò il successo del gruppo anche in Sudamerica, risultando al primo posto nella classifica colombiana) il disco, caratterizzato da sonorità simili ma leggermente differenti dal precedente, si rivelò fortunato in termini di vendite vincendo un disco d'oro grazie alle oltre 250 000 copie vendute nella sola Scandinavia.
L'album fu pubblicato nei soli formati di LP (con una copertina unica per tutti i Paesi, eccetto per l'Argentina) e musicassetta, non esistendo nessuna ristampa in CD.

## Tracce
1. L.A. Goodbye – 3:04 (testo: Björn Håkansson – musica: Tim Norell)
2. Broken Hearts – 3:22 (testo: Håkansson – musica: Norell)
3. Angelica & Ramone – 3:12 (Claes Af Geijerstam)
4. Friday Night – 3:44 (testo: Håkansson – musica: Norell)
5. I Know – 3:12 (testo: Håkansson – musica: Norell)
6. Ye Si Ca – 3:10 (testo: Håkansson – musica: Norell)
7. King & Queen – 3:28 (testo: Håkansson – musica: Norell)
8. Crossing a River – 3:40 (testo: Håkansson – musica: Norell)
9. Don't Go Away – 3:26 (testo: Håkansson – musica: Norell)
10. Stay Here the Night – 3:34 (testo: Håkansson – musica: Norell)

Durata totale: 33:52

## Formazione
- Ola Håkansson - voce
- Ulf Wahlberg - tastiere
- Tim Norell - tastiere
- Tonny Lindberg - chitarra
- Leif Paulsén - basso
- Leif Johansson - batteria